# Varg Veum
Varg Veum és el personatge central d'una sèrie de novel·les policials, escrites per l'autor noruec Gunnar Staalesen, sobre un detectiu privat que viu a Bergen, a la costa oest de Noruega.
Els llibres s'han traduït a diversos idiomes, com ara l'anglès, el castellà, l'alemany i el suec. També se n'han fet adaptacions per al cinema, on el personatge és interpretat per l'actor Trond Espen Seim.